# Teplodar
Teplodar (en ukrainien et en russe : Теплодар) est une ville de l'oblast d'Odessa, en Ukraine. Sa population s'élevait à 10 234 habitants en 2018.

## Géographie
Teplodar est située à 31 km à l'ouest d'Odessa.

## Histoire
Teplodar a été construite entre 1979 et 1986 pour accueillir la main-d'œuvre d'une centrale nucléaire qui devait être construite à proximité : la centrale nucléaire d'Odessa. Mais le projet fut annulé après la catastrophe de Tchernobyl, en 1986, alors que la ville avait déjà été construite.
Les habitants vont travailler chaque jour à Odessa ou au célèbre marché du 7e kilomètre, un immense marché en plein air situé à la limite de la ville d'Odessa.

## Population
Teplodar est la seule ville de l'oblast d'Odessa où le taux de natalité est plus élevé que le taux de mortalité. En 2012 la ville comptait 118 naissances pour un taux de natalité de 11,7 ‰, contre seulement 61 décès pour un taux de mortalité extrêmement faible de 6,0 ‰.
Recensements (*) ou estimations de la population :
| 1989* | 2001* | 2007  | 2008  | 2009  | 2010   | 2011   |
| ----- | ----- | ----- | ----- | ----- | ------ | ------ |
| 8 349 | 8 830 | 9 658 | 9 808 | 9 922 | 10 028 | 10 081 |

| 2012   | 2013   | 2014   | 2015   | 2016   | 2017   | 2018   |
| ------ | ------ | ------ | ------ | ------ | ------ | ------ |
| 10 165 | 10 204 | 10 227 | 10 251 | 10 296 | 10 242 | 10 234 |